# ائوروسار
اَئوروَسارَ نام امیری از مخالفان و دشمنان کیخسرو پسر سیاوش بود که بدست کیخسرو شکست یافت. معنی لفظی این نام مشخص نیست. ائوروسار از وایو خواست که او را به دست کیخسرو گرفتار نسازد و کیخسرو به کشتن وی کامیاب نگردد اما وایو (اندروای) درخواست او را نپذیرفت. 